# Лувье-Нор
Лувье-Нор (фр. Louviers-Nord) — упраздненный кантон во Франции, регион Верхняя Нормандия, департамент Эр. Входил в состав округа Лез-Андели.
В состав кантона входили коммуны (население по данным Национального института статистики за 2011 г.):
- Анде (1 121 чел.)
- Виронве (309 чел.)
- Ёдбувиль (804 чел.)
- Лувье (8 639 чел.) (частично)
- Сен-Пьер-дю-Вовре (1 329 чел.)
- Сент-Этьенн-дю-Вовре (787 чел.)
- Энкарвиль (1 338 чел.)

В соответствии с территориальной реформой с 2015 года кантон стал называться Лувье и включать весь город Лувье.

## Экономика
Структура занятости населения (без учета города Лувье):
- сельское хозяйство — 1,0 %
- промышленность — 29,9 %
- строительство — 11,4 %
- торговля, транспорт и сфера услуг — 48,7 %
- государственные и муниципальные службы — 9,0 %

Уровень безработицы (2011 год) - 9,3 % (Франция в целом — 12,8 %, департамент Эр — 12,5 %). 

## Политика
На президентских выборах 2012 г. жители кантона отдали в 1-м туре Франсуа Олланду 27,9 % голосов против 26,3 % у Николя Саркози и 20,2 % у Марин Ле Пен, во 2-м туре в кантоне победил Олланд, получивший 51,7 % голосов (2007 г. 1 тур: Саркози  — 30,6 %, Сеголен Руаяль — 25,0 %; 2 тур: Саркози — 54,3 %). На выборах в Национальное собрание в 2012 г. по 4-му избирательному округу департамента Эр они поддержали действующего депутата, кандидата Социалистической партии Франсуа Лонкля, получившего 40,5 % голосов в 1-м туре и 55,7 % голосов - во 2-м туре.
|  | Кандидат      | Партия                  | % голосов |
|  | ------------- | ----------------------- | --------- |
|  | Лесли Клере   | Социалистическая партия | 65,02     |
|  | Натали Саклье | Национальный фронт      | 34,98     |

|  | Кандидат        | Партия                  | % голосов |
|  | --------------- | ----------------------- | --------- |
|  | Лесли Клере     | Социалистическая партия | 56,99     |
|  | Жан-Марк Моглиа | Прочие правые           | 43,01     |